# ميوكو (نييغاتا)
مدينة ميوكو (بالإنجليزية: Myōkō)‏ هي أحد المدن التابعة لمحافظة نييغاتا. تأسست رسميًا في 01/11/1954. ويقدر عدد سكانها بـ 36837 نسمة حسب تقدير مكتب الإحصاء الياباني لعام 2012. تبلغ مساحة ميوكو 445.52 كم2. بكثافة سكانية تبلغ 82.7 نسمة/كم2.

## المناخ
يظهر الجدول التالي التغييرات المناخية على مدار السنة لميوكو:
| البيانات المناخية لـميوكو                     | البيانات المناخية لـميوكو | البيانات المناخية لـميوكو | البيانات المناخية لـميوكو | البيانات المناخية لـميوكو | البيانات المناخية لـميوكو | البيانات المناخية لـميوكو | البيانات المناخية لـميوكو | البيانات المناخية لـميوكو | البيانات المناخية لـميوكو | البيانات المناخية لـميوكو | البيانات المناخية لـميوكو | البيانات المناخية لـميوكو | البيانات المناخية لـميوكو |
| الشهر                                         | يناير                     | فبراير                    | مارس                      | أبريل                     | مايو                      | يونيو                     | يوليو                     | أغسطس                     | سبتمبر                    | أكتوبر                    | نوفمبر                    | ديسمبر                    | المعدل السنوي             |
| --------------------------------------------- | ------------------------- | ------------------------- | ------------------------- | ------------------------- | ------------------------- | ------------------------- | ------------------------- | ------------------------- | ------------------------- | ------------------------- | ------------------------- | ------------------------- | ------------------------- |
| متوسط درجة الحرارة الكبرى °م (°ف)             | 3.3 (37.9)                | 3.6 (38.5)                | 7.4 (45.3)                | 15.2 (59.4)               | 20.5 (68.9)               | 23.4 (74.1)               | 27.0 (80.6)               | 28.9 (84.0)               | 24.4 (75.9)               | 18.7 (65.7)               | 12.8 (55.0)               | 6.8 (44.2)                | 16.0 (60.8)               |
| متوسط درجة الحرارة الصغرى °م (°ف)             | −2.9 (26.8)               | −3.1 (26.4)               | −0.5 (31.1)               | 5.1 (41.2)                | 10.7 (51.3)               | 15.6 (60.1)               | 19.7 (67.5)               | 21.1 (70.0)               | 16.8 (62.2)               | 10.5 (50.9)               | 4.6 (40.3)                | −0.1 (31.8)               | 8.1 (46.6)                |
| الهطول مم (إنش)                               | 325.1 (12.80)             | 209.7 (8.26)              | 135.8 (5.35)              | 69.7 (2.74)               | 88.7 (3.49)               | 133.2 (5.24)              | 188.1 (7.41)              | 135.8 (5.35)              | 168.7 (6.64)              | 136.7 (5.38)              | 150.9 (5.94)              | 253.2 (9.97)              | 1٬995٫6 (78.57)           |
| متوسط تساقط الثلوج سم (إنش)                   | 422 (166)                 | 319 (126)                 | 175 (69)                  | 25 (9.8)                  | 0 (0)                     | 0 (0)                     | 0 (0)                     | 0 (0)                     | 0 (0)                     | 0 (0)                     | 15 (5.9)                  | 229 (90)                  | 1٬185 (466.7)             |
| ساعات سطوع الشمس الشهرية                      | 74.5                      | 87.9                      | 118.6                     | 167.1                     | 175.8                     | 126.1                     | 123.0                     | 156.5                     | 107.8                     | 117.6                     | 105.7                     | 84.2                      | 1٬444٫8                   |
| المصدر: 気象庁 وكالة الأرصاد الجوية اليابانية |                           |                           |                           |                           |                           |                           |                           |                           |                           |                           |                           |                           |                           |

## توأمة
لميوكو (نييغاتا) اتفاقيات توأمة مع كل من:
- سلوفينج غرادتس
- زيرمات

## أعلام
- ناوكي كازاما
- ماسايا كيمورا